# Albrecht Weber

Albrecht Weber

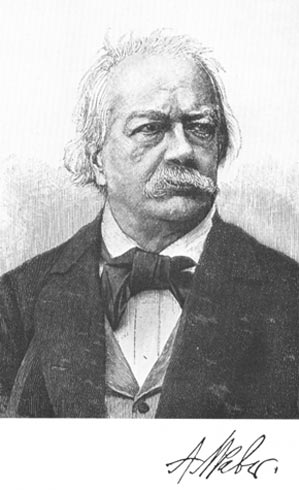
Albrecht Weber

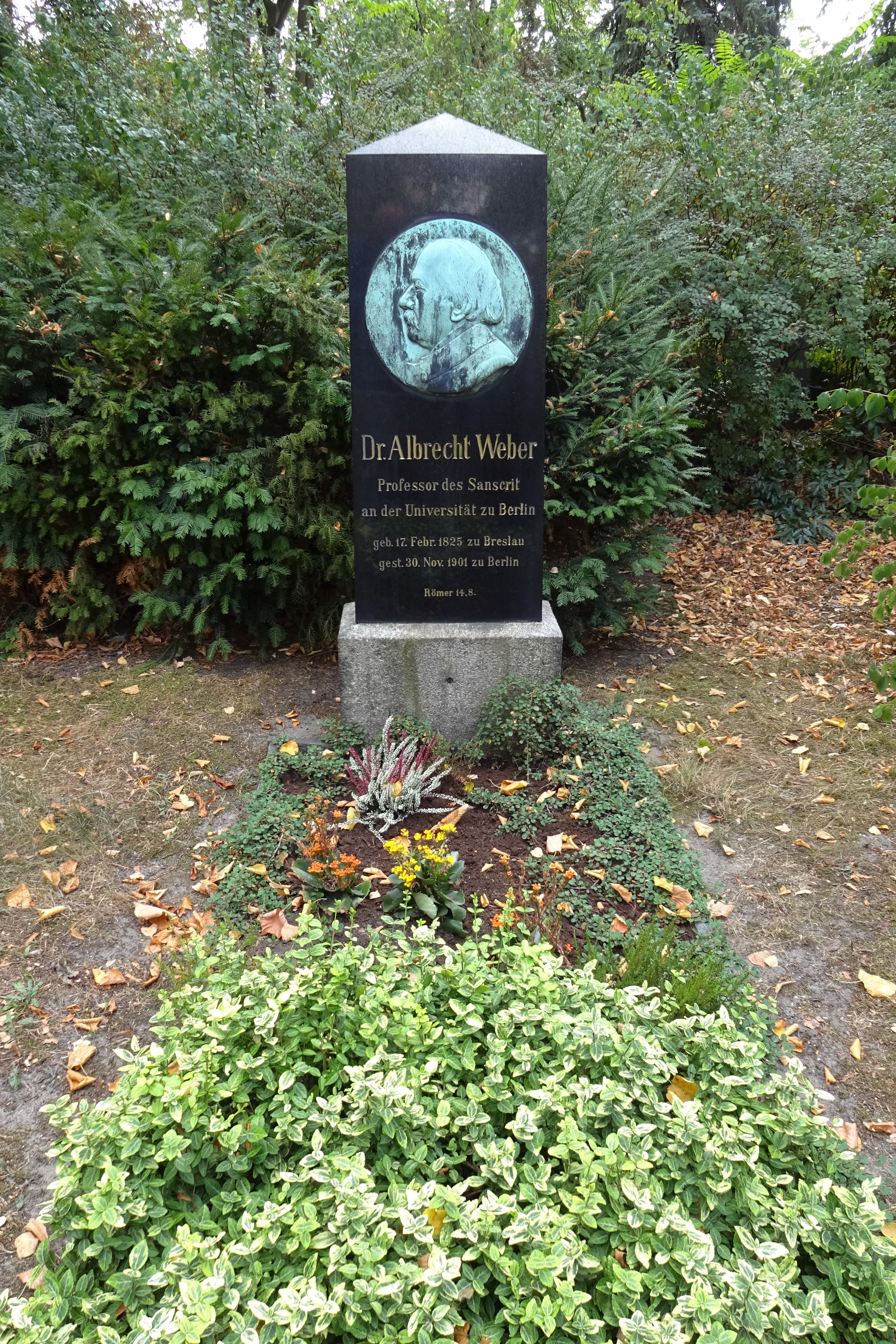
Albrecht Webers Grabstein auf dem St.-Jacobi-Kirchhof I in Berlin-Neukölln

Albrecht Friedrich Weber (* 17. Februar 1825 in Breslau; † 30. November 1901 in Berlin) war ein deutscher Indologe und Historiker, der insbesondere über den Veda und den Jainismus forschte. Weber, der gegen Ende seines Lebens als der „bedeutendste unter den lebenden Sanskritforschern“ galt, bildete zusammen mit Theodor Mommsen und Adolf Kirchhoff die „Trias der Alterthumsforscher“.

## Leben und Werk
Albrecht Weber war der Sohn des Nationalökonomen Friedrich Benedict Weber († 1848 in Breslau) und studierte 1842 bis 1845 an den Universitäten in Breslau, Bonn und Berlin Sprachwissenschaften; seinen Schwerpunkt setzte Weber dabei auf die orientalische Sprachen. Während seines Studiums wurde er 1844 Mitglied der Burschenschaft Fridericiana Bonn.
1846 unternahm Weber, großzügig gefördert mit einem Stipendium der Berliner Akademie der Wissenschaften, eine Studienreise nach London, wo er Horace Hayman Wilson (1786–1860) und John Stuart Mill besuchen konnte. Seine Rückreise führte Weber nach Paris, wo er ebenfalls Kollegen wie Eugène Burnouf, Joseph Toussaint Reinaud (1795–1867) u. a. kennenlernte.
Nach seiner Rückkehr nach Berlin, ließ er sich für weitere Studien in Berlin nieder. Während dieser Zeit machte er auch die Bekanntschaft mit dem deutschen Orientalisten Julius von Mohl. Nach Promotion und Habilitation (1848) an der Universität Berlin arbeitete Weber als Privatgelehrter für altindische Sprachen und Literatur. In diesem Fach wurde zum Extraordinarius (1856) und später zum Ordinarius (1867) ernannt. Am 27. November 1851  wurde Weber als außerordentliches Mitglied in die Berliner Akademie der Wissenschaften aufgenommen.
Viele wichtige und zum Teil sehr umfangreiche Sanskrittexte sind von Albrecht Weber zum ersten Mal in englischer Sprache herausgegeben worden: z. B. der „Weiße Jadschurveda“ oder der „Schwarze Jadschurveda“. In seiner „Indischen Litteraturgeschichte“ setzte Weber einen Meilenstein in der Indologie Deutschlands. Eine Sammlung kleinerer Arbeiten sind seine „Indischen Streifen“, in denen fast vollständig seine Rezensionen über fast alle bedeutenden Werke der letzten 30 Jahre aus dem Gebiet des Sanskrit und der indischen Altertumskunde vereinigt sind.
1850 avancierte Weber zum Herausgeber der Zeitschrift „Indische Studien“, welche er unterstützt von der deutschen morgenländischen Gesellschaft mit großer Sorgfalt herausbrachte. Dieses Periodikum war auch die geeignete Plattform für Weber, seine aktuellen Forschungen zu veröffentlichen; z. B. „Über ein Fragment der Bhagavatî“ oder „Saptaçatakam des Hâla“. Von seinen sonstigen in den Abhandlungen und Monatsberichten der Berliner Akademie erschienenen Abhandlungen sind namentlich jene über die Nakshatras, die aus Babylon entlehnten Sternbilder des Mondes bei den Indern (1860–61) und über die Entstehung des epischen Gedichts Ramayana (Berlin 1870) hervorzuheben. Seine Übertragung des Dramas „Mâlavikâ und Agnimitrâ“ ins Deutsche war für seine Zeit ebenfalls richtungsweisend.
Zu seinen großen Verdiensten gehört auch, dass er als einer der ersten Indologen die Jaina-Literatur erforschte und im Westen bekannt machte. Dies wurde ihm ermöglicht, nachdem Georg Bühler ihm einige Manuskripte aus Indien übersandt hatte, die er sogleich intensiv studierte. Seine Forschungsergebnisse veröffentlichte er in einer Abhandlung Über die heiligen Schriften der Jaina. Zudem beschäftigte er sich auch mit dem Jaina-Prakrit.
Albrecht Weber machte Juden mitverantwortlich für den Antisemitismus („Kein Rauch ohne Feuer!“). Nach Protesten bekräftigte er diese Position und merkte an, die Juden müssten sich mit ihren „religiösen Einrichtungen dem allgemeinen Kulturfortschritt fügen und anschließen, der auf die Dauer nichts duldet, was dem sittlichen Zeitgefühl des Volkes widerspricht“.
1860 wurde er zum korrespondierenden Mitglied der Russischen Akademie der Wissenschaften in Sankt Petersburg, 1891 zum auswärtigen Mitglied der Königlich Dänischen Akademie der Wissenschaften und 1894 der Académie des Inscriptions et Belles-Lettres in Paris gewählt.

## Werke
- Ueber die Walkersche Sanscrit-Handschriftensammlung in Oxford. In: Zeitschrift der Deutschen Morgenländischen Gesellschaft, Band 2. 1848. S. 336–343 (Digitalisat).
- Der erste Adhyâya des ersten Buches des Çatapatha-Brâhmana. In: Zeitschrift der Deutschen Morgenländischen Gesellschaft, Band 4. 1850. S. 289–304 (Digitalisat).
- Einige auf Krishna's Geburtsfest bezügliche Data. In: Zeitschrift der Deutschen Morgenländischen Gesellschaft, Band 6. 1852. S. 92–97 (Digitalisat).
- Eine angebliche Bearbeitung des Yajurveda. In: Zeitschrift der Deutschen Morgenländischen Gesellschaft, Band 7. 1853. S. 235–248 (Digitalisat).
- Analyse der Kâdambarî. In: Zeitschrift der Deutschen Morgenländischen Gesellschaft, Band 7. 1853. S. 582–589 (Digitalisat).
- Zur Frage über die Wanderung der Germanen aus ihren Ursitzen. In: Zeitschrift der Deutschen Morgenländischen Gesellschaft, Band 8. 1854. S. 389–391 (Digitalisat).
- Die Vâsavadattâ des Subandh. In: Zeitschrift der Deutschen Morgenländischen Gesellschaft, Band 8. 1854. S. 530–538 (Digitalisat).
- Eine Legende des Çatapatha-Brâhmana über die strafende Vergeltung nach dem Tode. In: Zeitschrift der Deutschen Morgenländischen Gesellschaft, Band 9. 1855. S. 237–243 (Digitalisat).
- Ueber den semitischen Ursprung des indischen Alphabetes. In: Zeitschrift der Deutschen Morgenländischen Gesellschaft, Band 10. 1856. S. 389–406 (Digitalisat).
- Neues von Calcutta. In: Zeitschrift der Deutschen Morgenländischen Gesellschaft, Band 10. 1856. S. 499–501 (Digitalisat).
- Chronologische Notiz. In: Zeitschrift der Deutschen Morgenländischen Gesellschaft, Band 12. 1858. S. 186–189 (Digitalisat).
- Weiße Jadschurveda, London 1849–1859 (3 Bde.)
- Das Dhammapadam: Die älteste buddhistische Sittenlehre. In: Zeitschrift der Deutschen Morgenländischen Gesellschaft, Band 14. 1860. S. 29–86 (Digitalisat).
- Vedische Angaben über Zeittheilung und hohe Zahlen. In: Zeitschrift der Deutschen Morgenländischen Gesellschaft, Band 15. 1861. S. 132–140 (Digitalisat).
- Schwarze Jadschurveda, Leipzig 1871–1872
- Tscharanawyuha. Übersicht über die Schulen der Vedas, Berlin 1855
- Indische Litteraturgeschichte, Berlin 1852 (2. A. Berlin 1876 Digitalisat)
- Indische Skizzen, Berlin 1857
- Indische Streifen, Berlin 1868–1879 (3 Bde.)
- Verzeichnis der Berliner Sanskrithandschriften, Berlin 1853 ff.
- Über das Çatrunjaya Mâhâtmyam, Leipzig 1858
- Indische Studien, 1849–1885 (18 Bde.)